# Бял извор (област Кърджали)
 За другото българско село вижте Бял извор (Област Стара Загора).  
Бял ѝзвор е село в Южна България, община Ардино, област Кърджали.

## География
| Население по години | Население по години |
| ------------------- | ------------------- |
| 1934 г.             | 1479 души           |
| 1946 г.             | 1773 души           |
| 1956 г.             | 1388 души           |
| 1975 г.             | 1427 души           |
| 1985 г.             | 1505 души           |
| 1992 г.             | 1365 души           |
| 2001 г.             | 1226 души           |
| 2002 г.             | 1775 души           |
| 2011 г.             | 1646 души           |
| 2019 г.             | 1510 души           |

Село Бял извор се намира в източната част на Западните Родопи, на 10 – 15 km западно от границата им с Източните Родопи, на около 7 km югозападно от град Ардино и 10 km северно от град Неделино.
Състои се от махалите Бял извор, Диамандово, Гарване, Сарелер, Зака и Шивачево.
В близост се намира връх Момини гърди (893,6 m), както и най-високият връх в Източните Родопи – връх Алада (1241 m).

## История
Селото – тогава с име Ак-бунар – е в България от 1912 г. Преименувано е на Бял извор с министерска заповед № 3225, обнародвана на 21 септември 1934 г.
Към 31 декември 1934 г. село Бял извор е съставено от махалите Бабица (Шабан каялар), Гарваня, Зака, Лукомир (Емирлер), Послон (Капти махле), Саралер, Сборска (Джами атик), Чолаклар и Шивачи (Терзилер).
Традиционно Бял извор има предимно турско население, както и присъединеното през 2002 г. село Диамандово (Хюсемлер (от османски Хюсем – скъпоценен камък)), като двете села поддържат тесни връзки, включително чести бракове между хора от тях. 
Диамандово е сред първите села в Кърджалийски окръг, обхванати от Възродителния процес. След падането на комунстическия режим Диамандово подкрепя твърдо Движението за права и свободи, като в селото е роден един от неговите лидери Мехмед Дикме.

## Население
Преброяване на населението през 2011 г.
Численост и дял на етническите групи според преброяването на населението през 2011 г.:
|                     | Численост | Дял (в %) |
| Общо                | 1646      | 100,00    |
| Българи             | 104       | 6,31      |
| Турци               | 1043      | 63,36     |
| Цигани              | 0         | 0,00      |
| Други               | 0         | 0,00      |
| Не се самоопределят | 0         | 0,00      |
| Неотговорили        | 485       | 29,46     |

## Управление
Село Бял извор е център на кметство Бял извор.

## Икономика
Поминък на селото дава една от най-големите и екологични мандри („РОДОПЧАНКА“, „АЛАДА“), два дървопреработвателни цеха, цех за PVC и AL дограма, два шивашки цеха.

## Инфраструктура
В селото има поща, общинско СОУ „Христо Смирненски“, детска градина „Мир“, здравна служба, ветеринарна служба, младежки дом с читалище „Пробуда“, читалище „П.К.Яворов – 1953 г.“ в квартал „Диамандово“. През 2003 година Министерството на околната среда и водите финансира проекта „Изграждане канализацията на квартал „Диамандово“ на село Бял извор“ През 2006 година е изпълнен проект „Ремонт на СОУ „Христо Смирненски“ в село Бял извор“ по Програма „Красива България“ към МТСП.

## Известни личности
- Мехмед Дикме (р. 1966), политик, роден в Бял извор.